# ウスケボーイズ 日本ワインの革命児たち
『ウスケボーイズ 日本ワインの革命児たち』は、河合香織によって著されたノンフィクション。
2009年小学館ノンフィクション大賞受賞。

## 概要
ワイン・コンサルタント・麻井宇介の影響下にある、山梨大学大学院の三人の修士たち「ウスケボーイズ」が、卒業後、離れ離れになりながらも応援しあい、優れたワインを作り出せるようになるまでの成長の軌跡。

## 主な登場人物
- 麻井宇介
- 岡本英史：明大農学部卒、カリフォルニアでワインを作る夢を持ち、そのステップとして山梨大の院に進み、フジッコに入社。バイトで稼いだ金を使ってジュリアナ東京で豪遊するなど、都会の遊び人という面もあったが、フジッコを退社してからは、山梨で修行僧のようにワイン作りに没頭する。『カサブランカ』が好きでビデオを百回近く観た。
- 城戸亜紀人：愛知県豊田市出身。地元の自動車工場に就職する者が多い中、他人とは違う道を歩みたいという気持ちから山梨大学工学部に進学する。長野県内のワイン会社に就職しながら、葡萄畑を持つ家に婿入りし、嫁や義父に同意を得て、独立。ボーイズの他の２人が、ワインにのめり込むあまり離婚を余儀されなくされたのに対し、家庭は円満。
- 曽我彰彦：実家は長野でワイナリーを経営していた。父から渡仏を強く勧められていたが、一浪して、Oと同じく明大農学部に進学。他の二人には一年遅れて、山梨に来る。卒業後は、新潟のワイナリーで修行後、渡仏。弟もワイン関連の進路に進む。三人のフランスへの卒業旅行のときには、いつもジャンケンで負けてツインルームの床に寝ていた。
- 他にも、男一人、女一人が、山梨大学での修行のようなワイン会の参加者であった。

## 映画
2017年7月に『ウスケボーイズ』のタイトルで映画化が発表された。監督は柿崎ゆうじ、主演は渡辺大で、2018年10月20日公開。
甲信地方にてすべての撮影ロケが行われた。
2018年7月28日、マドリード国際映画祭にて最優秀外国語映画作品賞と最優秀外国語映画主演男優賞（渡辺大）を受賞。

### キャスト
- 渡辺大 - 岡村秀史
- 出合正幸 - 城山正人
- 内野謙太 - 高山義彦
- 竹島由夏 - 上村邦子
- 金子昇 - 安藤弘
- 寿大聡 - 伊藤繁之
- 須田邦裕
- 上野なつひ
- 升毅 - 高山義昭
- 萩尾みどり
- 清水章吾
- 岩本多代
- 柴俊夫
- 田島令子
- 小田島渚
- 大鶴義丹
- 柳憂怜
- 伊吹剛
- 和泉元彌 - ソムリエ
- 伊藤つかさ - 麻井沙織
- 安達祐実 - 稲田美樹
- 橋爪功 - 麻井宇介